# Test Hartleya
Test Hartleya (ang. Hartley’s test, znany też jako Fmax test lub Hartley's Fmax) – test statystyczny służący do badania jednorodności wariancji. Test jest wykonywany przed przeprowadzeniem ANOVY po to, aby sprawdzić, czy spełnione jest założenie o równości wariancji pomiędzy porównywanymi dwiema grupami lub ich większą liczbą (przy założeniu, że analizowane próby pochodzą z populacji o rozkładzie normalnym). Twórcą testu był niemiecko-amerykański statystyk Herman Otto Hartley.
Alternatywą dla testu Hartleya jest test Browna-Forsythe’a, test Levene’a jednorodności wariancji oraz test Bartletta.